# Henry Fields
Henry Fields (Ciudad de Nueva York, Estados Unidos, 3 de mayo de 1938-Auterive, Alto Garona, 26 de octubre de 2024) fue un baloncestista y entrenador de baloncesto estadounidense que jugó en la posición de pívot.

## Carrera

### Jugador
| Periodo   | Club                  |
| --------- | --------------------- |
| 1960-1962 | OC Orleans            |
| 1962-1963 | Paris Université Club |
| 1965-1966 | Stade Français Basket |
| 1966-1971 | Olympique d'Antibes   |
| 1972-1975 | AS Monaco Basket      |

### Entrenador
| Periodo   | Club                                  |
| --------- | ------------------------------------- |
| 1973-1975 | AS Monaco Basket (entrenador-jugador) |
| 1977-1978 | AS Tarare Basket                      |
| 1981-1986 | US Ville d'Avra                       |
| 1998      | US Auterive Basketball                |
| 2000      | ASPTT-Barguillère-Foix                |

## Logros

### Jugador
- LNB Élite (2): 1963, 1970
- Copa de Francia de baloncesto (1): 1963
- LNB Pro B (2): 1968, 1973

### Individual
- Mejor rebotador de la NCAA en 1959
- Certificado al Mérito de la Ordre de la Courtoisie Française en 1970[3]
- Mejor jugador extranjero de la LNB Élite en 1970[4]
- Mejor pívot extranjero en Francia del siglo XX en 2000[5]
- Mejor atleta de la historia de Elizabeth City State Vikings (baloncesto y atletismo)
- Miembro de la Académie du basket-ball français en 2014[4]

## Legado
En 2018 el estadio cubierto en Auterive pasó a llamarse La Halle Henry Fields en su honor.